# Mohammad Habash

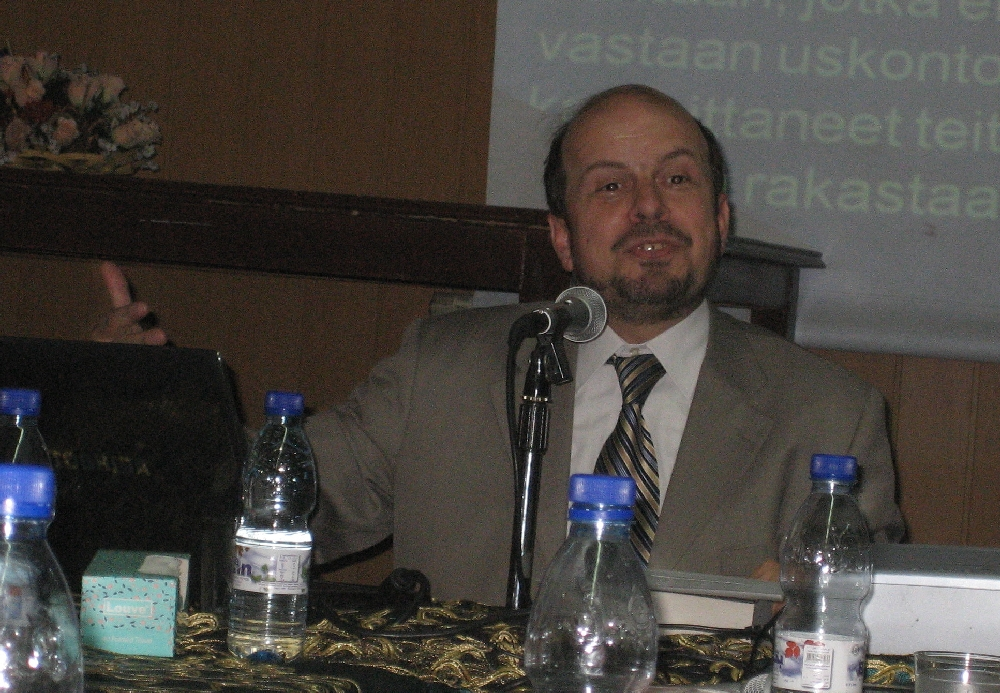
Mohamed Habasch

Mohammad Habash, auch Mohamed Habasch (arabisch محمد حبش Muhammad Habasch, DMG Muḥammad Ḥabaš; * 1. Oktober 1962 in Damaskus), ist ein Islamgelehrter und bekannter Vertreter der Reformtheologie syrischer Prägung. Er war Abgeordneter im Syrischen Volksrat. Aufgrund seiner oppositionellen Haltung gegenüber dem Assad-Regime verließ er Syrien 2012. Er lebt heute in den Vereinigten Arabischen Emiraten und lehrt u. a. an der Universität Abu Dhabi.

## Leben und Wirken
Habash wurde als Sohn eines Imams geboren. Er studierte u. a. in Damaskus, Tripoli, Karatschi, Beirut und Khartum islamische Gelehrsamkeit, Arabische Literatur und Koranrezitation. Habash heiratete die Enkelin des syrischen Großmuftis Ahmad Kuftaru und näherte sich so der Führungsriege des verfassten sunnitischen Islams in Syrien an. Allerdings stieß er dort mit seinen Reformideen auf Widerstand, denen zufolge nicht nur der Islam, sondern auch die anderen monotheistischen Buchreligionen zur Seligkeit führen können.
Habash engagierte sich im interreligiösen Dialog und schrieb regelmäßig Kolumnen zu theologischen Themen in der Staatszeitung Al-Thawra. 2001 erhielt er die Genehmigung für die Eröffnung eines privaten religionswissenschaftlichen Think-Tanks. Er galt als Vertreter einer vom Sufismus inspirierten religiösen Erneuerungsbewegung. Zu Beginn der 2000er Jahre wurde Habash zu einem international bekannten syrischen Theologen, der auch ausländische Delegationen und Journalisten empfing. Mit seiner Unterstützung beabsichtigte das syrische Regime laut Meinung mancher Beobachter, ein Gegengewicht zum wachsenden Einfluss salafistischer und wahhabitischer Prediger zu schaffen. 2010 kritisierte Habash den Gesichtsschleier (Niqab) bei Frauen und erklärte, dieser sei keine islamische, sondern eine „regionale“ Tradition. Darüber hinaus setzte er sich erfolgreich für eine Verschärfung des syrischen Strafrechts gegen bis dahin bagatellisierte sogenannte Ehrenmorde ein.

## Positionen im Syrischen Bürgerkrieg seit 2011
2003 wurde Habash als unabhängiger Kandidat in den Volksrat, das von der Baath-Partei dominierte syrische Einkammerparlament, gewählt. Im Jahr 2010 musste Habash angeblich laut Anordnung des Ministeriums für Religiöse Stiftungen von allen religiösen Aktivitäten zurücktreten. Aufgrund seiner Positionen und öffentlichen Auftritte in den Medien galt Habash aber grundsätzlich als Fürsprecher des syrischen Regimes. Zu Beginn des Aufstands in Syrien 2011, der im Syrischen Bürgerkrieg mündete, äußerte sich Habash als Vertreter einer moderaten Opposition und forderte eine politische Lösung des Konflikts. Ende 2012 verließ er Syrien und ließ sich in Dubai nieder, wo er den Rücktritt Baschar al-Assads forderte und dem Regime vorwarf, dschihadistische Extremisten für seine Zwecke zu gebrauchen. 2019 wurde bekannt, dass Habash dem „Rat der syrischen Charta“, angehört, einer gesellschaftlichen Friedens- und Dialoginitiative einflussreicher Persönlichkeiten aus dem vom Regime kontrollierten Teil Syriens und der syrischen Diaspora.